# Ichthyapus
Genre
Ichthyapus est un genre de poissons téléostéens serpentiformes.

## Liste d'espèces
Selon FishBase (13 mai 2010) et World Register of Marine Species (13 mai 2010) :
- Ichthyapus acuticeps  (Barnard, 1923)
- Ichthyapus insularis  McCosker, 2004
- Ichthyapus omanensis  (Norman, 1939)
- Ichthyapus ophioneus  (Evermann & Marsh, 1900)
- Ichthyapus platyrhynchus  (Gosline, 1951)
- Ichthyapus selachops  (Jordan & Gilbert, 1882) - Serpenton souris
- Ichthyapus vulturis  (Weber & de Beaufort, 1916)

Selon ITIS (13 mai 2010) :
- Ichthyapus acuticeps  (Barnard, 1923)
- Ichthyapus insularis  McCosker, 2004
- Ichthyapus omanensis  (Norman, 1939)
- Ichthyapus ophioneus  (Evermann & Marsh, 1900)
- Ichthyapus selachops  (Jordan & Gilbert, 1882) - Serpenton souris
- Ichthyapus vulturis  (Weber & de Beaufort, 1916)